# لوکا فایفر
لوکا فایفر (انگلیسی: Luca Pfeiffer؛ زادهٔ ۲۰ اوت ۱۹۹۶) بازیکن فوتبال اهل آلمان است که در پست مهاجم بازی می‌کند.
از باشگاه‌هایی که در آن بازی کرده‌است می‌توان به باشگاه فوتبال اسنابروک و باشگاه فوتبال اشتوتگارت اشاره کرد.